# Катакластичні породи

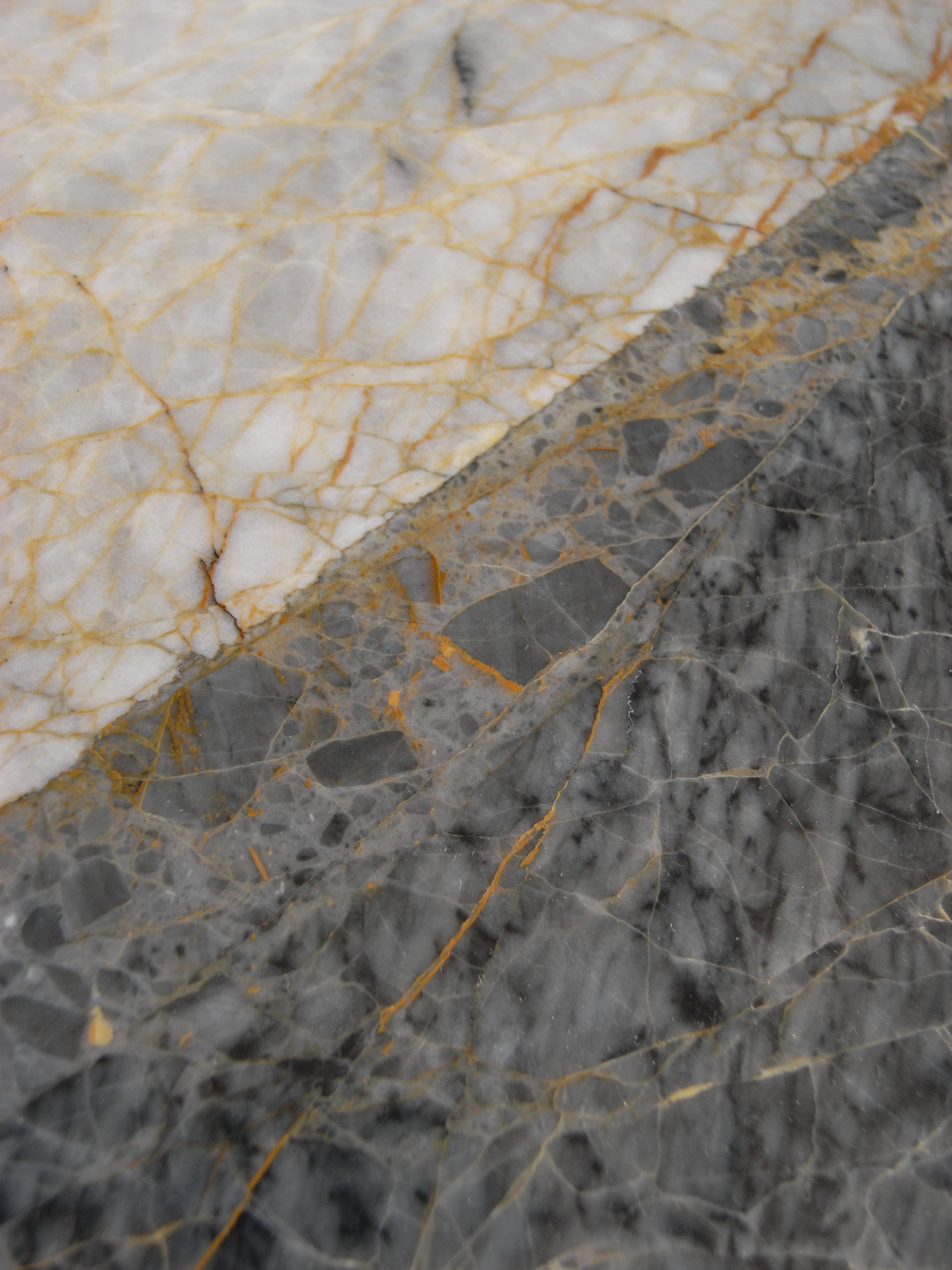
Катакластична структура мармуру.

Катакластичні породи, Катаклазити (рос. катакластические породы, катаклазиты; англ. cataclastic rocks, нім. kataklastische Gesteine n pl) — гірські породи, на які вплинули тектонічні напруги і які втратили первісну структуру. Зерна породотвірних мінералів розтріскані (сітка тріщин), подрібнені, вигнуті, кристалічна ґратка деформована.